# Пеналва-де-Алва
Пеналва-де-Алва (порт. Penalva de Alva) — район (фрегезия) в Португалии, входит в округ Коимбра. Является составной частью муниципалитета Оливейра-ду-Ошпитал. По старому административному делению входил в провинцию Бейра-Алта. Входит в экономико-статистический субрегион Пиньял-Интериор-Норте, который входит в Центральный регион. Население составляет 1080 человек на 2001 год. Занимает площадь 12,12 км².
Покровителем района считается Апостол Фома (порт. São Tomé).